# Mihail Sadoveanu
Mihail Sadoveanu (6 de noviembre de 1880) fue un escritor, narrador, novelista, académico y político rumano. Es uno de los escritores rumanos más importantes y prolíficos de la primera mitad del siglo XX, con una carrera de más de cincuenta años. Es más conocido por sus novelas históricas y de aventuras, aunque el autor ha creado pagini nemuritoare sobre el mundo campesino en Moldavia, sobre la naturaleza de Rumanía y también ha escrito informes y pagini memorialistice. Sadoveanu fue uno de los primeros contribuyentes de la revista tradicionalista Sămănătorul, antes de convertirse en un escritor realista y experto de la corriente popularista representada por la revista literaria Viața Românească . Su obra se puede agrupar en varias fases que se corresponden a las direcciones/corrientes literarias dominantes en una era determinada: una primera etapa de siembra, el comienzo de los primeros intentos, novelas e historias, una segunda etapa mítico-simbólica, del período de entreguerras (reflejado). En novelas como "Creanga de aur" o "Divanul persian" ). En esta etapa, la acción de sus obras tiene lugar(generalmente) en la región histórica de Moldavia, con temas tomados de la historia medieval y moderna de RumanÍa, en novelas como Neamul Șoimăreștilor, Frații Jderi y Zodia Cancerului . A través de obras como "Venea o moară pe Siret"..., Baltagul y otras obras, Sadoveanu cubre un período de mayor tiempo, llegando hasta la historia contemporánea, en la que también se acerca a otros estilos, como la novela psicológica y el naturalismo . La última etapa corresponde al realismo socialista, de acuerdo con el período socialista-comunista al que Sadoveanu se adherirá ideológicamente. 
Como político, fue partidario del nacionalismo y el humanismo, Sadoveanu oscilaba entre las fuerzas políticas de derecha e izquierda en el período de entreguerras . Fue parte del Partidul Poporului, Partidul Național Liberal-Brătianu, y Partidul Agrar  de Constantin Argetoianu, ocupando el cargo de Presidente del Senado. Fue colaborador del diario izquierdista Adevărul y Dimineața, y fue el objetivo de una campaña de prensa proveniente de partidos de extrema derecha . Aunque fue partidario de la monarquía durante el régimen autoritario de Carol II, cambió su orientación política después de la Segunda Guerra Mundial, siendo parte del Partido Comunista Rumano . Durante este período es nombrado presidente de la Asamblea de Diputados y es uno de los cinco miembros del Gobierno provisional de la República Popular de Rumanía, que asumió el liderazgo del estado después de la abdicación del rey. Escribió a favor de la Unión Soviética y el estalinismo . Muchas de sus obras y discursos, incluida la novela política Mitrea Cocor, pero también el famoso eslogan "La luz proviene del este", también se consideran propaganda a favor de la comunicación . 
Fue presidente de la Unión de Escritores Rumanos y, a partir de 1921, fue también miembro de la Academia Rumana. Recibió el Premio Lenin de la Paz en 1961. En 1928 se convirtió en Gran Maestro de la Gran Logia Nacional de Rumania. Era cuñado de la crítica literaria Izabela Sadoveanu-Evan. Sus hijos, Profira y Paul-Mihu Sadoveanu, siguieron los pasos de su padre y se convirtieron en escritores. 

## Biografía

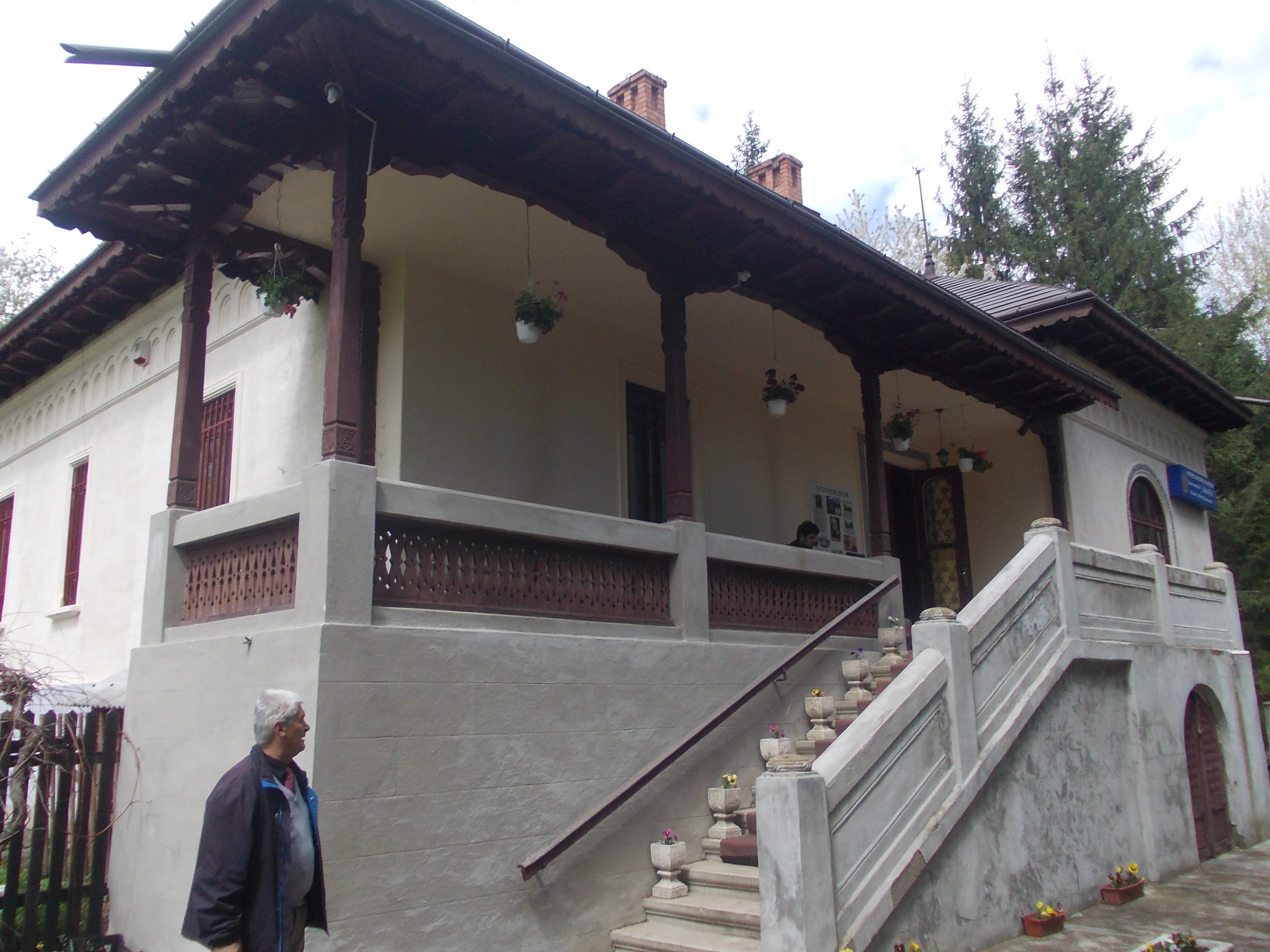
Casa Memorială Mihail Sadoveanu din Vânători Neamț

### Orígenes
Mihail Sadoveanu nació en Pașcani, en el este de Moldavia. Los padres de Mihail Sadoveanu eran, el abogado Alexandru Sadoveanu (fallecido en 1921) de Oltenia, y Profira Ursache (fallecida en 1895), al igual que los răzeși analfabeți de la ciudad de Verșeni. Los padres del escritor y su hermano Dimitrie (fallecido en escarlatina en 1888 ) fueron reconocidos en 1891 . La familia tuvo su origen en Sadova, según el nombre elegido (letra "de Sadova"), adoptada por ella solo en 1891.  El padre de Alexandru tuvo un matrimonio infeliz, y el aislamiento de la vida pública tuvo un impacto negativo en toda la familia. El historiador literario Tudor Vianu consideró que este contraste entre las identidades regionales y sociales tenía su papel en la formación del autor, allanando el camino para una "universalidad rumana", señalando al mismo tiempo que Sadoveanu estaba apegado a sus raíces moldavas. Mihail también tenía un hermano, llamado Alexandru, cuya esposa era la crítica literaria Izabela Morțun (más tarde conocida como Sadoveanu-Evan, la prima del activista socialista Vasile Morțun ). El otro hermano, Vasile Sadoveanu, era ingeniero agrónomo.  
A partir de 1887, Sadoveanu asiste a la escuela primaria en Pașcani. Su maestro favorito, el Sr. Busuioc: fue quien lo inspiró a escribir la colección de historias Domnu Trandafir . Durante su tiempo libre, el joven Sadoveanu solía explorar la región nativa caminando, cazando, pescando o simplemente contemplando la naturaleza. Pasó sus vacaciones de verano en Verșeni, con los familiares de su madre. Durante sus viajes, Sadoveanu visitó a los campesinos, y la forma en que se comportaron en presencia de las autoridades determinó, según los críticos, su perspectiva sobre la sociedad. El siguiente destino fue el gimnasio "Alecu Alecsandru Donici" en Fălticeni y la Escuela Secundaria Nacional en Iași .   En Fălticeni, fue colega de los futuros escritores Eugen Lovinescu e Ion Dragoslav . Debido a las expediciones a las colinas de Șomuzului y a Nada Florilor, seguirá siendo un año repetitivo. Después de la muerte de su madre, terminó sus años de secundaria al frente de la promoción.  

### Los primeros intentos literarios, el matrimonio y la familia
En 1896, a los 16 años, Sadoveanu intentó componer, junto con un colega, una monografía sobre el gobernante Esteban el Grande, sin embargo, renuncia por falta de fuentes históricas.  Hizo su debut en la revista bucureșteană Dracu en 1897, con el boceto Domnișoara M de Fălticeni, que firmó con el seudónimo Mihai de Pașcani .  En 1898 comienza a colaborar en la hoja Viața nouă de Ovid Densusianu, junto con Gala Galaction, ND Cocea, Tudor Arghezi et al., Firmando con su nombre, pero también con el seudónimo MS Cobuz,  con otro bocetos y un poema. Sin embargo, Sadoveanu no estaba de acuerdo con la agenda de Densusianu, criticando el movimiento simbolista rumano al que se adhirió la revista.  Comienza a escribir para revistas no simbolistas como Opinia și Pagini Literare.   Paralelamente, fundó e imprimió por un corto tiempo una revista conocida como Aurora  o Lumea.
Sadoveanu se va a Bucarest en 1900, con la intención de estudiar derecho en la Universidad de Bucarest, pero pronto se rindió para dedicarse a la literatura. Comenzó a asistir a la sociedad bohemia de la Capital, , decidiendo en este momento abandonar la poesía y escribir solo prosa realista .  En 1901, se casó con Ecaterina Bâlu, con quien se estableció en Fălticeni, donde comienza a trabajar en las primeras novelas y decide vivir de la carrera de escritor.  En 1902 aparece el primer manuscrito de la novela al romanului Frații Potcoavă, algunos fragmentos  se publican en las páginas M. S. Cobuz seudónimo elegido.  En junio de 1903, Sadoveanu se unió al ejército cerca de Târgu Ocna, un período que lo inspiró a escribir "Amintirile căprarului Gheorghiță".  Este primer período de su vida sería evocado por el escritor en su obra Anii de ucenicie(1944). 
Después del ejército, se estableció en Fălticeni, donde fundó una gran familia. Inicialmente, la familia Sadoveanu vivía en una casa propiedad del famoso narrador Ion Creangă, y luego se mudó a una nueva casa, ubicada cerca de Grădinii Liniștii.  El escritor tuvo once hijos,  de los cuales tres de ellos fueron niñas: Despina, Teodora y Profira Sadoveanu, la última se convirtió en poeta y novelista.  De sus hijos, Dimitrie Sadoveanu se convirtió en pintor,  mientras Paul-Mihu, el más joven de ellos (n. 1920), escribió la novela Ca floarea câmpului ... publicada póstumamente, después de su muerte prematura en el frente de Oeste, en 1944.

### Sămănătorul,Vida Rumanay debut literario

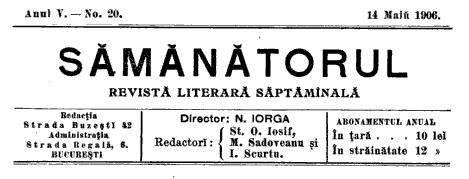
El sembrador, no. 20 de mayo de 1906. Nicolae Iorga es nombrado director, mientras que Sadoveanu, Ștefan Octavian Iosif e Ion Scurtu son los otros editores.

Por invitación del poeta Ștefan Octavian Iosif, en 1903, Sadoveanu contribuye con obras para la revista tradicionalista Sămănătorul, dirigida en ese momento por el historiador y crítico Nicolae Iorga . También colaboró con el periódico Voința Națională, publicado por el Partido Liberal Nacional y dirigido por el político Vintilă Brătianu . A principios de diciembre del mismo año, en este periódico se publicará Șoimii, su primera novela, una versión desarrollada de la historia del hermano Potcoava, con una introducción del historiador Vasile Pârvan .  En 1904 regresa a Bucarest, para ocupar el puesto de copista en la "Casa de la Escuela", que estaba bajo la subordinación del Ministerio de Educación, regresando dos años después a Fălticeni. Después de 1906, se unió al grupo de escritores formados en torno a la revista Viața Româneasca, de la que también era miembro su cuñada Izabela.
Las revistas Sămănătorul y la Vida rumana tuvieron una gran influencia en la literatura rumana . Abogaron por un enfoque tradicional y rural del arte, aunque más tarde adoptaron una política de izquierda, conocida como Poporanism . El líder de esta ideología, el hombre de cultura Garabet Ibrăileanu, editor hasta 1933 de la Vieții Românești, se convierte en admirador y amigo cercano de Sadoveanu, invitándolo a un viaje por el río Râșca . Durante este período, una joven escritora, Constanta Marino-Moscu, lo acusó de plagiar sus obras en Mariana Vidrașcu, una novela de la serie que no se completó y que se olvidó.  
1904 fue el año en que Sadoveanu debutó, publicando cuatro volúmenes: Șoimii, Povestiri, Dureri înăbușite și Crâșma lui Moș Petcu, volúmenes en los que Sadoveanu aborda Especialmente temas históricos. Esto marcó el comienzo de una prolífica carrera en literatura, que duraría más de medio siglo y una larga colaboración con la editorial Minerva . El debut fue preparado temprano, basado en los ejercicios literarios de la última década. Nicolae Iorga llamará al año 1904 "el año Sadoveanu", mientras que el crítico Titu Maiorescu, líder del movimiento conservador Junimea, hizo una crítica positiva del volumen de Povestiri, proponiéndolo en los premios de la Academia rumana de 1906. En un ensayo de 1908, Maiorescu mencionó a Sadoveanu, junto con otros escritores, en una lista con los escritores más importantes de Rumania. Según Vianu, Maiorescu vio en Sadoveanu y en los otros escritores jóvenes el triunfo de su teoría basada en una forma de realismo "popular", una teoría que apareció en sus ensayos desde 1882. Sadoveanu le recordó a Iorga, Maiorescu, y en particular a Constantin Banu y al poeta sembrador George Coșbuc, quienes lo ayudaron a captar el interés de sus colegas escritores y del público.  Hasta entonces, el escritor había estado expuesto a la adversidad por parte de los oponentes Sănăulul ui, principalmente del crítico Henric Sanielevici . En sus revisiones de la Curentul Nou, se consideraba que los volúmenes de Sadoveanu promovían actos inmorales como el adulterio y la violación, mientras que el crítico expresó su opinión de que el programa de didáctica moral de Iorga era un hipócrita.  Como recordaría más tarde, el propio Sadoveanu se vio perturbado por algunas evaluaciones críticas con respecto a su trabajo, señalando que el Sămănătorist una vez lo consideró igual a Vasile Pop (uno de los protegidos de Iorga, considerado sobrevalorado por Sadoveanu).  
En el mismo año, Sadoveanu se convierte en uno de los editores de Sămănătorului, junto con Iorga y Joseph. La revista tenía como objetivo establecer una "cultura nacional", un movimiento para la emancipación de las influencias extranjeras. Sin embargo, según George Callinescu, esta ambición se manifestó solo por una "gran influencia cultural", la revista aún sigue siendo ecléctica, en la que colaboraron tanto los tradicionalistas rurales de la "tendencia nacional" como los partidarios de las tendencias cosmopolitas como el simbolismo. Călinescu y Vianu acordaron que el Sămănătorul fue, en gran parte, el promotor de las reglas más antiguas, originalmente elaborado por Junimea . Vianu también agrega que la contribución de Sadoveanu al círculo literario fue el principal elemento artístico en su historia, felicitando a Joseph por su predicción de que, durante un período de "crisis" literaria, Sadoveanu fue la persona que generó la innovación.
El escritor continuó publicando a un ritmo impresionante, con cuatro volúmenes más lanzados para su publicación en 1906.  Paralelamente, Sadoveanu continúa trabajando como funcionario estatal. En 1905, fue nombrado para el Ministerio de Educación, dirigido en ese momento por el curador Mihail Vlădescu . Su supervisor era el poeta D. Nanu ; George Vâlsan y Nicolae N. Beldiceanu tenían colegas. Nanu escribió en ese momento: “Es un edificio lleno de gente de letras. No funciona aquí. La gente fuma, bebe su café, crea sueños, poemas y prosa. . . ] ".  Su trabajo administrativo fue interrumpido por una segunda incorporación en 1906, en las Fuerzas Terrestres, siendo ascendido al rango de segundo teniente . Como ya tenía sobrepeso, la marcha desde Probota, en el centro de Moldavia, hasta Bucovina, le causó un gran sufrimiento.

### La década de 1910 y la Primera Guerra Mundial
Sadoveanu regresó a Fălticeni y su lugar de trabajo, el escritorio , en 1907, el año del Partido Campesino. El Ministro de Educación, Spiru Haret, lo había nombrado inspector de los círculos culturales de las aldeas y las bibliotecas populares.  Inspirado por el sangriento resultado del levantamiento, así como por los intentos de Haret de educar al campesino, Sadoveanu atrae repetidamente la atención de la policía después de publicar guías de autoayuda dirigidas a los residentes trabajadores, una especie de activismo social que finalmente condujo a un breve consulta.
Mihail Sadoveanu se convierte en escritor profesional entre 1908-1909, después de unirse a la Sociedad de Escritores de Rumania, convirtiéndose en su presidente el 2 de septiembre de 1909.  En el mismo año, él, Joseph y Anghel, junto con Emil Garleanu , bases de revistas mensuales publicación Cumpana, la lucha contra el eclecticismo de Ovidio Densusianu y la escuela Junimea En 1910, sin embargo, la revista dejan de funcionar.  También se convierte en una presencia constante en la reunión de intelectuales en el Kübler Cafe.
En 1910 fue nombrado director del Teatro Nacional en Iași, cargo que ocupa hasta 1919.  Este año publica los volúmenes Historias de sal (en la Editorial Minerva), Genoveva de Brabant , el folleto Cómo deshacerse de las necesidades y cómo obtener tierras, etc. Colabora con la revista Sămănătorul, pero se sentirá más cerca de la revista que apareció en Iași, Viața Româneasca . También en 1910 tradujo del francés uno de los estudios de Hippolyte Taine sobre la génesis de las obras de arte. Renunció al cargo de presidente de la Sociedad de Escritores de Rumania en noviembre de 1911, siendo reemplazado por Emil Gârleanu, pero continúa sirviendo como miembro del comité de gestión y censura.  Fue una presencia destacada del periódico Minerva , junto con Anghel y el crítico literario Dumitru Karnabatt, y también publicado en la publicación tradicionalista Luceafărul.
Sadoveanu es nuevamente llamado bajo las armas durante la segunda guerra de los Balcanes de 1913, en la que Rumania se enfrentó a Bulgaria. Alcanzando el rango de teniente ,  se detiene por un período en Fălticeni con el Decimoquinto Regimiento de Infantería, después de lo cual lucha brevemente en el frente.  Luego regresa a la vida de un escritor. Al convertirse en un buen amigo del poeta y humorista George Topîrceanu, se acompaña a sí mismo y a otros escritores en giras culturales entre 1914 y 1915.  En 1915 publicó varios escritos, siendo el más importante la novela histórica Neamul Șoimăreștilor . 
Entre 1916 y 1917, una vez que Rumania entró en la Primera Guerra Mundial y su invasión por las Potencias Centrales , Sadoveanu se estableció en Moldavia, el único territorio rumano que quedó desocupado. El escritor oscila entre la Germanofilia de los amigos de la Vida rumana , que consideraba la guerra como una causa de pobreza y sufrimiento, y Antanta, con quien Rumania se había comprometido.  Durante este período es reelegido presidente de la Sociedad de Escritores, con un mandato provisional que finaliza en 1918, cuando Rumania firma la paz con los Poderes Centrales , y, como militar de reserva, se convierte en el editor del folleto de propaganda regional, Rumania .  Me uní entramado Arghezi y Topîrceanu (que acaba de ser liberado de un campo de concentración en Bulgaria), fundador junto a Iasi revista Notas literarias.  En diciembre, sin embargo, la revista anunció su cese. "Nosotros, los de las notas literarias , volvemos a su corriente con nuestros medios modestos". Sadoveanu se instala en el distrito Copou de Iași , comprando, renovando y redecorando la villa conocida como la Casa de la Torre..  Esta había sido la residencia de Michael Kogălniceanu en el siglo XIX, y durante la guerra fue el anfitrión del compositor George Enescu.  Durante este período, colabora con el intelectual de izquierda Vasile Morțun y, junto con él y Arthur Gorovei, fundó y editó la revista Răvașul Poporului.